# Faktor rasta hepatocita
Faktor rasta hepatocita (HGF/SF) je morfogeni faktor koji utiče na parakrini ćelijski rast i motilitet. Njega izlučuju mezenhimalne ćelije. On prvenstveno deluje na epitelne i endotelne ćelije, ali i na hematopoietske progenitorne ćelije. Pokazano je da ima značajnu ulogu u embrionskom razvoju organa, u regeneraciji organa kod odraslih osoba i zarastanju rana.
Faktor rasta hepatocita reguliše ćelijski rast, ćelijsku mobilnost i morfogenezu putem aktiviranja signalne kaskade tirozinskih kinaza nakon vezivanja za proto-onkogeni c-Met receptor. Faktor rasta hepatocita izlučen iz mezenhimalnih stem ćelija dejstvuje kao multi-funkcionalni citokin. Njegova sposobnost da stimuliše mitogenezu i ćelijsku motilnost daje mu centralnu ulogu u angiogenezi, tumorogenezi, i regeneraciji tkiva. On se izlučuje kao neaktivni polipeptid, koga presecaju serinske proteaze u 69-kDa alfa-lanac i 34-kDa beta-lanac. Disulfidna veza između alfa i beta lanaca proizvodi aktivni, heterodimerni molekul. Ovaj protein pripada plazminogen potfamiliji S1 peptidaza, ali nema primetnu proteaznu aktivnost. Alternativno splajsovanje ovog gene proizvodi višestruke transkriptne varijante koje kodiraju razne izoforme.

## Interakcije
Za faktor rasta hepatocita je pokazano da interaguje sa C-Met.

## Literatura
- Nakamura T (1992). „Structure and function of hepatocyte growth factor.”. Prog. Growth Factor Res. 3 (1): 67—85. PMID 1838014. doi:10.1016/0955-2235(91)90014-U.
- Ware LB, Matthay MA (2002). „Keratinocyte and hepatocyte growth factors in the lung: roles in lung development, inflammation, and repair.”. Am. J. Physiol. Lung Cell Mol. Physiol. 282 (5): L924—40. PMID 11943656. doi:10.1152/ajplung.00439.2001.
- Funakoshi H, Nakamura T (2003). „Hepatocyte growth factor: from diagnosis to clinical applications.”. Clin. Chim. Acta. 327 (1-2): 1—23. PMID 12482615. doi:10.1016/S0009-8981(02)00302-9.
- Skibinski G (2004). „The role of hepatocyte growth factor/c-met interactions in the immune system.”. Arch. Immunol. Ther. Exp. (Warsz.). 51 (5): 277—82. PMID 14626426.
- Kalluri R, Neilson EG (2004). „Epithelial-mesenchymal transition and its implications for fibrosis.”. J. Clin. Invest. 112 (12): 1776—84. PMC 297008 . PMID 14679171. doi:10.1172/JCI200320530.
- Hurle RA; Davies G; Parr C;  . (2006). „Hepatocyte growth factor/scatter factor and prostate cancer: a review.”. Histol. Histopathol. 20 (4): 1339—49. PMID 16136515.
- Kemp LE, Mulloy B, Gherardi E (2006). „Signalling by HGF/SF and Met: the role of heparan sulphate co-receptors.”. Biochem. Soc. Trans. 34 (Pt 3): 414—7. PMID 16709175. doi:10.1042/BST0340414.
- Gallagher, J.T.; Lyon, M. (2000). „Molecular structure of Heparan Sulfate and interactions with growth factors and morphogens”.  Ур.: Iozzo, M. V. Proteoglycans: structure, biology and molecular interactions. Marcel Dekker Inc. New York, New York. стр. 27–59.

## Spoljašnje veze
- Hepatocyte+growth+factor на 